# Leon Józef Szeptycki
Leon Józef Maria Szeptycki (ur. 4 lipca 1877, zm. 27 września 1939 w Przyłbicach) – polski arystokrata i społecznik, hrabia, szambelan papieski.
Był synem hrabiego Jana Kantego Remigiana Szeptyckiego (1836–1912) i Zofii Ludwiki Cecylii Konstancji Szeptyckiej, hrabianki Fredro (1837–1904), córki Aleksandra Fredry. Rodzony brat błogosławionego Klemensa, arcybiskupa Andrzeja, Aleksandra i generała Stanisława Szeptyckiego.
Poślubił Jadwigę z Szembeków (1883–1939; prawnuczkę Aleksandra Fredry), para doczekała się ośmiorga dzieci. Po agresji ZSRR na Polskę oboje zostali zamordowani przez NKWD w rodzinnej posiadłości w Przyłbicach.
Jego córka, Zofia Maria Bronisława Szeptycka została przełożoną Prowincji Polskiej zakonu Franciszkanek Misjonarek Maryi.